# ビッグ・ベンド国立公園

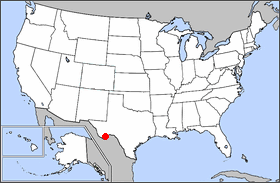
ビッグベンド国立公園の位置

ビッグ・ベンド国立公園（ビッグ・ベンドこくりつこうえん、Big Bend National Park）は、米国テキサス州にある国立公園である。1,600 km（1,000 マイル）以上にわたってリオ・グランデ川が、メキシコと米国の国境となっている。ビッグ・ベンド国立公園は、そのリオ・グランデ川のビッグ・ベンド（大湾曲部）にあり、国境のおよそ4分の1を管理している。
ビッグ・ベンド国立公園は、米国のチワワ砂漠（Chihuahuan Desert）の地形と生態系の最大の保護地域として国家的な重要性を持つ。公園の面積は、3,242 km2（1,252 平方マイル）である。この公園の地質学及び古生物学的資源の保護と研究の価値を上回る地域は数少ない。白亜紀と第三紀の多種多量の生物の化石が存在する。考古学者は、9,000年前のものとみられる人工物を発見し、歴史的価値のある建物と風景が国境沿いで生命について生き生きと説明する。
リオ・グランデ川が国境となっているため、公園の規則、規制、規定を施行する際、公園当局は、通常にはない制約に直面する。公園当局には最も深い川の通路の中心までしか管轄権が及ばない。川の残りは、メキシコの領土である。

## 地理と気候

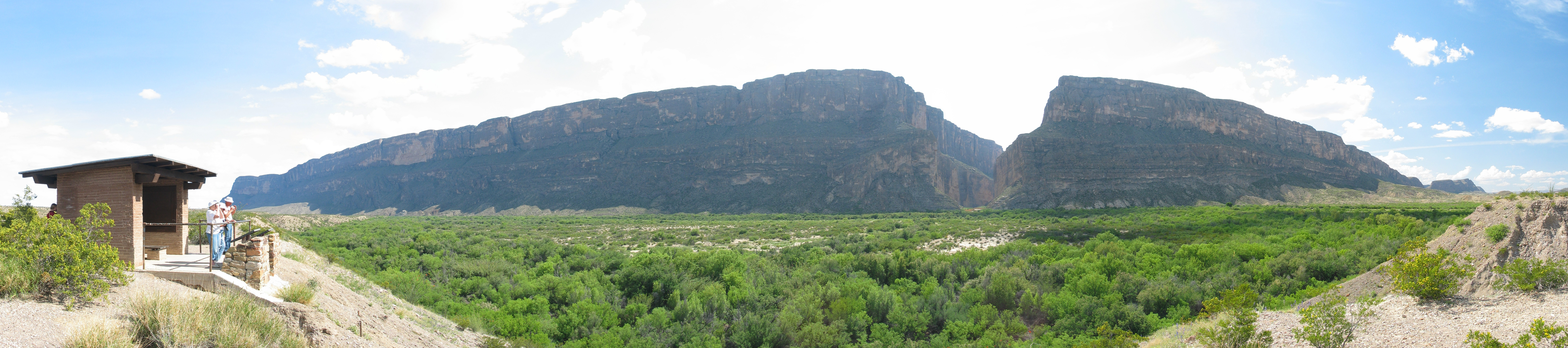
サンタ・エレナ峡谷（Santa Elena canyon）から姿を現すリオ・グランデ川。峡谷の左はメキシコ、右は米国である。

南の境界は、メキシコのチワワ州、コアウイラ州、そして、マドラス・デル・カルメン（Maderas del Carmen） とサンタ・エレナ渓谷（Cañón de Santa Elena）として知られる地区によって構成される植物相と動物相のために新たに保護された地域にある。
公園は劇的な対照を見せる。気候は、そうした対照の極端なものの一つとして特徴付けられるかもしれない。乾燥した暑い晩春から夏の日には、標高の低い場所ではしばしば気温が 38℃（100°F）を超える。冬は通常は公園のどこでも穏やかであるが、時々、氷点下に近い気温となる。川沿いはおよそ550 m（1,800 フィート）、チソス山脈は2,400 m（7,800 フィート）と高度にばらつきがあるため、湿度と気温も公園の場所によってばらつきがある。こうしたばらつきにより、植物と動物の生息地における例外的な多様性がもたらされている。チソス・オーク（Quercus graciliformis）のような公園で見られるいくつかの種は、米国の他の地域では見られない。チソス山脈の最高地点はエモリー岳（標高2,387 m（7,832 フィート））である。

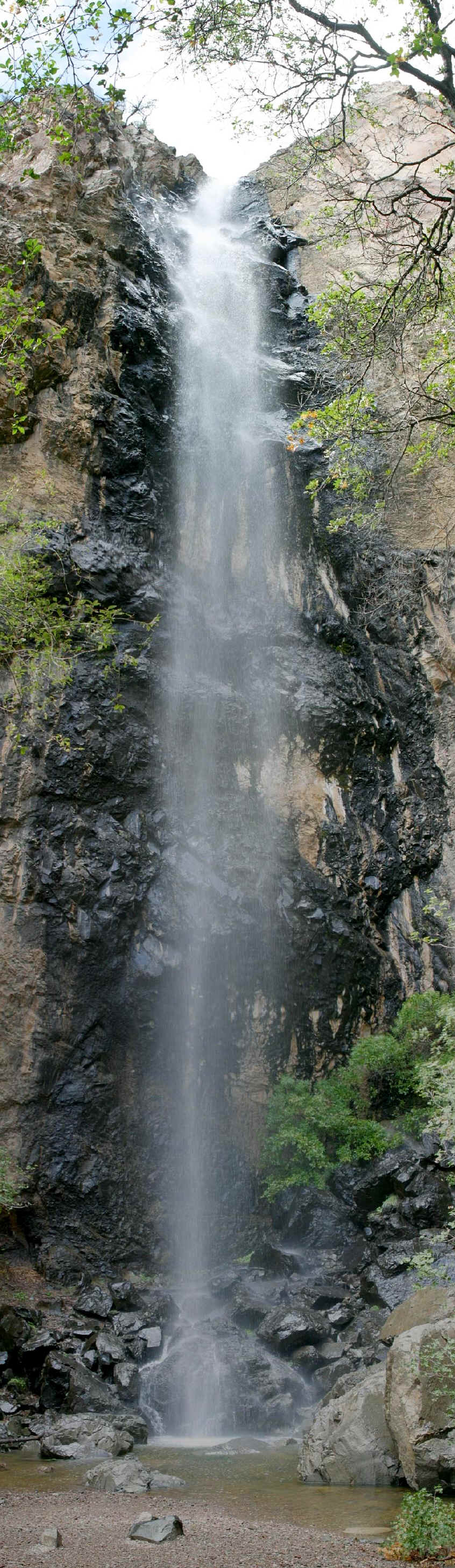
ビッグ・ベンド国立公園にあるパイン渓谷滝（Pine Canyon Falls）

公園の南の境界となる190 km（118 マイル）の川には見応えのあるサンタエレナ、マリスカル（Mariscal）、ボキラス（Boquillas）の峡谷がある。チワワ砂漠のこの部分を曲がりくねって流れるリオ・グランデ川は、主として石灰岩からなる3つの隆起を貫き、ほぼ垂直な壁をもつ深い谷を削りだしている。広々した砂漠地域のいたるところにある極めて肥沃なリオ・グランデ川の流域には、無数の植物、動物種が棲み、重要な文化資源がある。植物帯が、小川や枯れ谷沿いに砂漠の中へ伸びている。

## 文化資源
公園内の文化資源は、10,500年前のパレオ・インディアン期から、チソス族、メスカレロ族（Mescalero）、コマンチェ族のようなアメリカ州の先住民族の集団によって代表される歴史に残っている時代まで、さまざまである。より最近では、スペイン人、メキシコ人、アングロサクソン系米国人入植者がこの地で農業、牧畜、鉱業を営んだ。
先史時代を通じて、人類は、公園のいたるところに住処を見出し、広々した野営地を維持した。考古学上の記録は、古期の砂漠文化の住人が、事実上数千年間変わらずに残った遊牧民的な狩猟採集の生活様式を発展させたことを明らかにしている。
歴史的な価値のある文化の風景は、様々な生存のための土地の利用あるいは商業的な土地の利用が中心となっている。河畔の環境は、生活及び灌漑農業のために用いられた。交通網、灌漑用施設、簡易な住居と付属建築物、川岸に沿って並ぶ平らにされ棚状にされた農地が、これらの風景を特徴付けている。

## 人間の歴史
1535年以前は、いくつかのインディアンの集団がビッグ・ベンドに住んでいたと記録されている。チソス・インディアンは緩やかに組織化された遊牧民的な狩猟採集者の集団で、おそらく季節によって限定的な農業を営むに過ぎなかったであろう。チソス・インディアンの起源は知られていない。言語学的には、チワワ州北部及びコアウイラ州北西部のコンチョス・インディアン（Conchos Indian）と関連がある。彼らの言語集団は、ユト・アステカ語族（Uto-Aztecan）の言語の一種を話す。ユト・アステカ語族の話者は、中央メキシコから米国のグレートベースンにまで広がっている。フマノ族（Jumano）は、テキサス州西部とニュー・メキシコ州南東部のいたるところを旅し交易した遊牧民の集団であったが、いくつかの歴史上の記録は、彼らがチソス・インディアンの敵であったことを示唆している。18世紀の初めの頃には、メスカレロ・アパッチ族がビッグ・ベンド地域に侵入し始め、チソス・インディアンに取って代わった。ビッグ・ベンド地域を利用した最後のインディアンの集団はコマンチェ族で、彼らは、メキシコ内陸部を周期的に襲い、その行き帰りにグレート・コマンチェ歩道（Great Comanche Trail）沿いに公園を通過した。この襲撃は、19世紀半ばまで続いた。
歴史時代はおよそ1535年頃、最初のスペイン人による北米のこの地域への探検とともに始まった。アルバル・ヌニェス・カベサ・デ・バカの探検隊は、ビッグ・ベンドの近くを通過し、他の探検隊も金銀、農地、牧場地、インディアンの奴隷を求めてこれを追った。メキシコの北部国境を守ろうと、一連の「プレシディオ」、すなわち要塞が、1700年代後半、リオ・グランデ川沿いに建設された。サン・ビンセンテ要塞（Presidio de San Vicente）は、今日のコアウイラ州サン・ビセンテ（San Vicente）の近くに建設され、サン・カルロス要塞（Presidio de San Carlos）は、今日のチワワ州のマヌエル・ベナビデスの近くに建設された。しかしながら、財政の窮乏と、メキシコへのインディアンの侵入を効果的に食い止めることができなかったため、これらの要塞は間もなく放棄された。

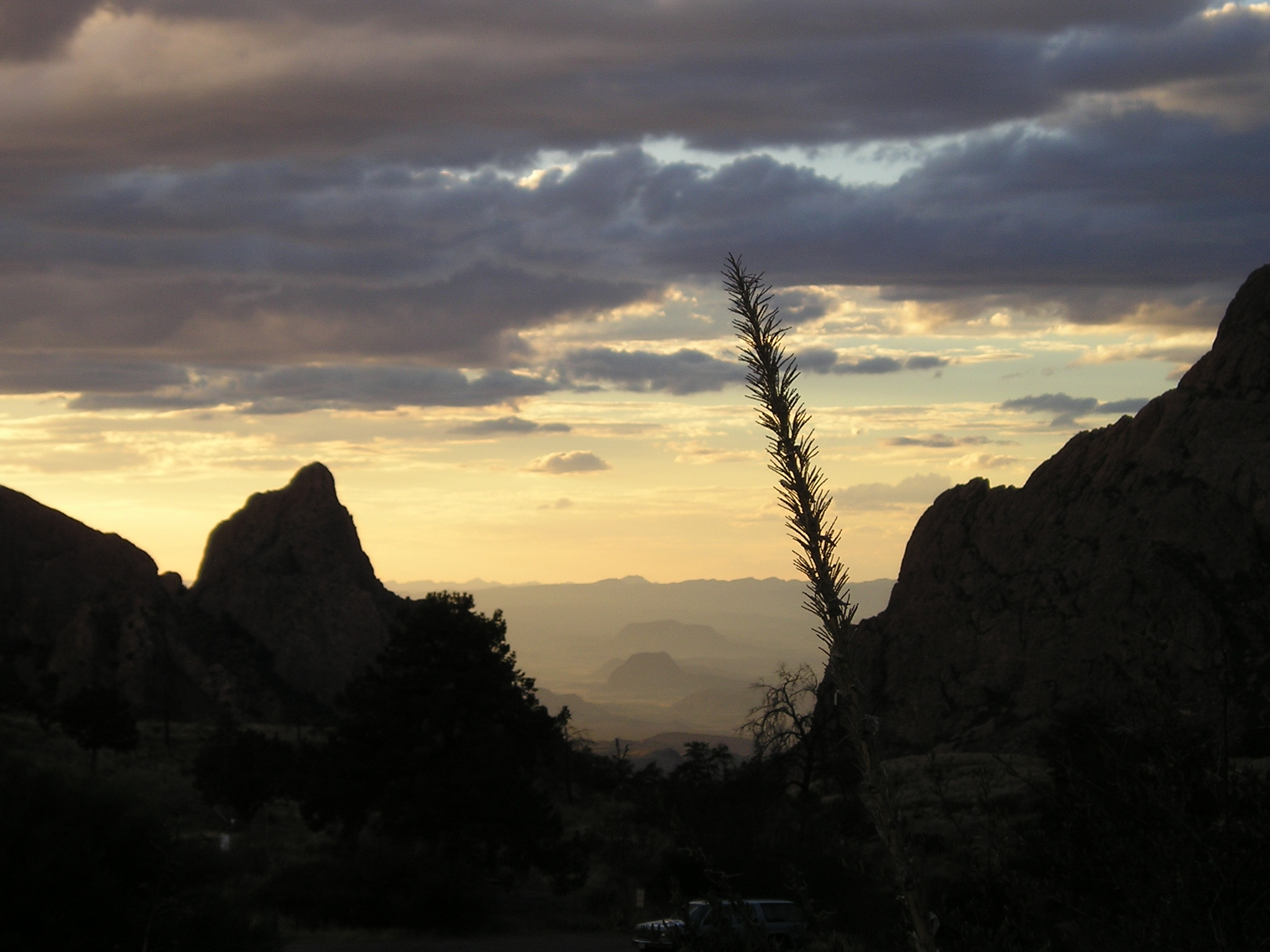
ウィンドウ

要塞群の放棄に続くビッグ・ベンドのメキシコによる占領に関する研究はほとんど行われていない。1805年、アルタレス（Altares）と呼ばれたメキシコ人の入植地がリオ・グランデ川の南50km（30マイル）に存在した。19世紀後半、テキサス州の脱退の後、アングロサクソン系米国人が移住を始めたとき、メキシコ人の家族がこの地域に住んでいた。
米墨戦争は1848年に終結したが、戦争に伴い、軍の調査がビッグ・ベンドの地図のない土地について行われた。軍事要塞と前哨基地が、移り住んできた入植者をインディアンから守るために、テキサス州西部（Trans Pecos Texas）のいたるところに設置された。1880年頃、牧場労働者はビッグ・ベンドへの移住を開始し、1900年までには、ヒツジ、ヤギ、ウシの牧場が、風景の大半を占めるようになった。しかし、傷つきやすい砂漠の環境は、間もなく過放牧となった。

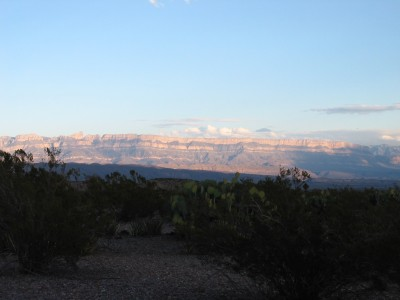
シエラ・デル・カルメン山脈（Sierra del Carmen mountains）、公園の南境界の石灰岩の隆起

20世紀初め、貴重な鉱床が発見され、鉱山で働いたり、耕作、鉱山や製錬所で使用される木材の伐採によって鉱山を支える入植者が増えた。複数の村落が鉱山周辺に出現した。ボキラスとテルリングア（Terlingua）の発展は、鉱山事業の直接の結果である。この期間に、リオ・グランデ川の氾濫原には、農民が定住した。発達した定住地としては、テルリングア・アバホ（Terlingua Abajo）、サン・ビセンテ、ラ・コヨタ（La Coyota）、カストロン（Castolon）の名が挙げられる。これらは通常同じ地域に住んで農業を営む家族の集まり以上のものではなく、土地が彼らを養える範囲でしかうまくいかなかった。
1930年代において、ビッグ・ベンド地方を愛する多くの人々は、それを将来の世代のために保護する価値がある類のない対照と美を備えた土地であると考えていた。1933年、テキサス州はテキサス峡谷群州立公園（Texas Canyons State Park）を設立する法律を制定した。その年の後半、公園はビッグ・ベンド州立公園に変更された。1935年、米国議会は国立公園のための土地の収用を可能とする法律を制定した。テキサス州は、収用した土地を連邦政府に譲渡した。そして、1944年6月12日、ビッグ・ベンド国立公園が設立された。公園は、1944年7月1日、観光客に開放された。

## 植物相と動物相

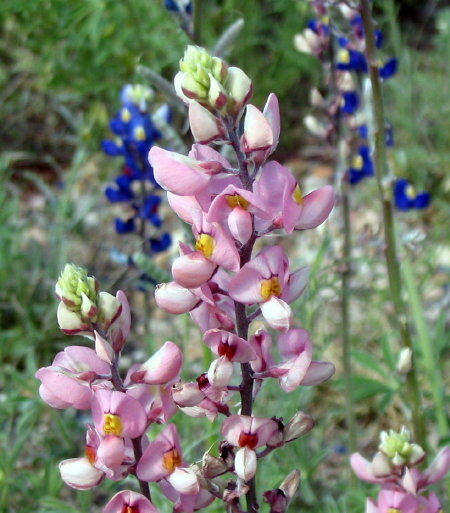
青のブルーボネットと入り混じるピンクのブルーボネット

環境の厳しさを考えれば、ビッグ・ベンドには驚くほど多種多様な植物種、動物種が存在する。そこには、（異なる60のサボテン種を含む）1,200以上の植物種、600以上の動物種、約3,600の昆虫種が存在する。生命の多様性は、主として乾燥した暑い砂漠から、涼しい山々、肥沃な川の流域まで多様性に富んだ生態系と標高の変化によるものである。
ほとんどの動物は日中、特に砂漠では見ることはない。公園は、多くの動物が餌を探し回る夜に活気づく。全体でわずか24頭のピューマしかいないにもかかわらず、年間およそ150回ピューマの目撃が報告されている。山ではアメリカグマも見られる。
様々なサボテンその他の植物が、ビッグ・ベンド地方に多くの彩を添える。春には野の花が満開となり、ユッカの花が鮮やかな色を見せる。ビッグ・ベンドでは、ブルーボネット（Bluebonnet）がよく見られ、時々、道端で白とピンクのブルーボネットが見受けられる。
中央アメリカの種であるフサボウシハエトリ（Mitrephanes phaeocercus）が最初に米国で記録されたのは、1991年11月のこの場所であった。コリマアメリカムシクイ（Leiothlypis crissalis）の繁殖地域に含まれる米国で唯一の地域があるため、鳥打ちも公園に集まる。
1976年にユネスコの生物圏保護区に指定された。なお、チワワ砂漠には他にホルナダ生物圏保護区（米国）とマピミ生物圏保護区（メキシコ）が存在する。

## 旅行者向け情報
ビッグ・ベンド国立公園は、辺鄙な場所にあり、訪れる人が少ない国立公園の1つである。近年においては毎年300,000 - 350,000人の観光客が公園を訪れる（2006年は298,717人）。
公園の主要な呼び物は、ハイキングとトレッキング用の道である。とりわけ有名なものは、砂漠の中の岩を見に行くチムニー歩道（Chimneys Trail）、リオ・グランデ川への行き帰りの途中に景色の良い峡谷を通り過ぎる環状歩道であるマルフォ・ヴェガ歩道（Marufo Vega trail）、チソス盆地から始まり、高山に登り、ドッドソン歩道（Dodson Trail）沿いに砂漠へ下り、それからチソス盆地に戻る30マイルの環状歩道である、チソスのアウター・マウンテン環状歩道（Outer Mountain Loop trail）である。その他の有名な場所としては、サンタ・エレナ峡谷とミュール・イヤーズ（Mule Ears）、すなわち砂漠の真ん中にある2本の堂々とした岩の塔がある。

## 参照
- ビッグ・ベンド (テキサス州)（英語版）
- チワワ砂漠
- リオ・グランデ天然景勝河川（英語版）
- アメリカ合衆国国立公園